# PFDN5
PFDN5‏ (Prefoldin subunit 5) هوَ بروتين يُشَفر بواسطة جين PFDN5 في الإنسان.